# Zootrophion erlangense
Zootrophion erlangense là một loài thực vật có hoa trong họ Lan. Loài này được Roeth & Rysy mô tả khoa học đầu tiên năm 2007.